# 马库斯·内斯隆德
马库斯·内斯隆德（瑞典語：Markus Näslund，1973年7月30日—），瑞典男子冰球运动员，场上位置是前锋。他曾代表瑞典国家队参加2002年冬季奥林匹克运动会冰球比赛，获得第5名。